# Guy N. Cameron
Guy Neil Cameron (* 1. Mai 1942 in San Francisco, Kalifornien) ist ein US-amerikanischer Mammaloge.

## Leben
Camerons Vater, der als Arzt während des Zweiten Weltkriegs in der United States Navy diente, förderte seine Faszination für die Natur. 1960 begann Cameron sein Grundstudium an der University of California, Berkeley. Zunächst belegte er die geisteswissenschaftlichen Kurse, aber erst ein Botaniklehrgang als Nebenfach führte dazu, dass er sich auf ein Biologiestudium konzentrierte und Zoologie als Hauptfach wählte. 
Neben zahlreichen anderen Lehrgängen in Zoologie und Botanik belegte Cameron den Kurs Natural History of Vertebrates, der von Ned Johnson, Robert C. Stebbins und Seth B. Benson unterrichtet wurde. Dabei wurde er mit Kleinsäugern und der Feldsäugetierkunde vertraut gemacht, als der Lehrassistent während einer Exkursion in die Berkeley Hills ein Stocknest der Dunkelfuß-Buschratte (Neotoma fuscipes) analysierte. 1963 erwarb Cameron den Bachelor of Arts an der University of California, Berkeley, und begann ein Masterstudium am California State University, Long Beach. Sein Hauptprofessor, Dennis Rainey, nahm ihn auf Exkursionen in die Mojave-Wüste mit und unterstützte ihn bei der Verwirklichung seines ersten Forschungsprojekts, das sich mit den Nahrungsgewohnheiten, dem Nestbau und der potenziellen Konkurrenz zwischen der Wüsten-Buschratte und der Dunkelfuß-Buschratte befasste. 
1965 graduierte Cameron mit der Arbeit Ecology of the desert wood rat, Neotoma lepida Thomas, in Joshua Tree National Monument, California zum Master of Science und begann ein Doktoratsstudium an der University of California, Davis, wo er 1969 unter der Leitung von Robert L. Rudd mit der Dissertation Environmental determination of insect species diversity in two salt marsh communities zum Ph.D. promoviert wurde. Für seine Arbeit untersuchte er die Auswirkungen von Umweltfaktoren auf die Artenvielfalt von Insekten in den Salzwiesen entlang der Bucht von San Francisco. Nach seiner Promotion erhielt Cameron eine Postdoc-Stelle bei Frank A. Pitelka an der University of California, Berkeley. Er erfasste Felddaten über Lemminge und verbrachte einen Sommer mit Pitelka bei der Zählung von Lemmingen in Point Barrow, Alaska. Pitelka unterstützte Cameron auch bei der Veröffentlichung von Arbeiten über seine Buschrattenforschung und bei seiner Karriere in der Wissenschaft. 1971 erhielt Cameron seine erste akademische Anstellung als Assistant Professor an der University of Houston, wo er zum später zum außerordentlichen Professor und 1985 zum ordentlichen Professor befördert wurde. 
In Anerkennung seiner Lehrtätigkeit erhielt Cameron den Outstanding Educator Award und den Distinguished Teaching Award. Camerons Forschungsinhalte umfassten die Untersuchung der Wechselwirkungen zwischen Pflanzenfressern und Pflanzen, die Auswirkungen der Habitattrennung auf die Populationsdynamik sowie die Rolle von Verhalten und Ernährung bei der Populationsdynamik. Neben dem Studium der Buschratten konzentrierten sich seine Projekte auf die Stachlige Baumwollratte, die Gelbliche Erntemaus und die Attwater-Taschenratte. 
Im Januar 1998 trat Cameron eine Stelle als Professor und Abteilungsleiter an der University of Cincinnati an, die er bis 2012 innehatte. Als Fachbereichsleiter war er maßgeblich an der Einführung von aktiven Lernmethoden in den Biologiekursen für Studienanfänger beteiligt und er war Mitinitiator von Zuschüssen der National Science Foundation zur Verbesserung des studentischen Lernens in den Bereichen Naturwissenschaften, Technologie, Ingenieurwesen und Mathematik (STEM). Er war an der Gründung des University of Cincinnati Center for Field Studies beteiligt und initiierte eine Stiftung zur Unterstützung von Feldstudien. Im Jahr 2014 wurde er emeritiert und zog sich aus der Lehre zurück, während er seine Forschung fortsetzte. Die meisten Veröffentlichungen von Cameron, seinen Studenten und Postdocs befassten sich mit der Lebensraumwahl, dem Verhalten, der Ernährung, der Gemeinschaftsstruktur und der Ernährungsökologie von Kleinsäugern. Sie publizierten aber auch über Landinsekten, invasive Arten (Landasseln, asiatische Muscheln, Feuerameisen, dem Chinesischen Talgbaum und dem Immergrünen Geißblatt), Wasserorganismen, Schmeißfliegen, die Auswirkungen von Tornados auf Laubwälder, Landschaftsökologie, die Auswirkungen des Klimawandels sowie Urbanisierungsgradienten (Veränderung in der Urbanisierung). Er war Mitorganisator der jährlichen Symposien der American Society of Mammalogists sowie für internationale Theriologiekongresse. Im Zusammenarbeit mit Eileen A. Lacey und James L. Patton veröffentlichte er im Jahr 2000 das Buch Life Underground: the Biology of Subterranean Rodents und zusammen mit Gary Barrett war er Autor des Buches Career Trends and Graduate Training in Mammalogy, das 194 beim Verlag Allen Press erschien. 
Cameron wurde 1964 Mitglied der American Society of Mammalogists (ASM), 1979 wurde er zum Mitglied auf Lebenszeit und 2013 zum Fördermitglied ernannt. Von 2002 bis 2004 war er designierter Präsident und von 2004 bis 2006 war er Präsident der ASM. Zudem war er Vizepräsident, von 1980 bis 1984 Mitherausgeber des Journal of Mammalogy, von 1990 bis 1993 Mitherausgeber der Zeitschrift Mammalian Species sowie Mitglied und Vorsitzender vieler ständiger Ausschüsse, darunter im Redaktionsausschuss, im Ausschuss für Ehrenmitgliedschaften, im Ausschuss für Internationale Beziehungen, in den Ausschüssen, die den Hartley T Jackson Award und den C. Clinton Merriam Award verleihen sowie im Ausschuss für Planung, Finanzierung und Resolutionen. Er war Vorsitzender des Ad-hoc-Ausschusses, der den Joseph Grinnell Award vorschlug.
Cameron war auch Präsident der Texas Society of Mammalogists und ist heute Ehrenmitglied dieser Gesellschaft. Er war Gastredakteur bei der Zeitschrift Northeastern Naturalist, Vertreter des Texas System of Natural Laboratories und technischer Berater für gefährdete Ressourcen des Texas Parks and Wildlife Department. Zudem war er Vorsitzender des Publikationsausschusses der Ecological Society of America und Mitglied des Ausschusses für die Ausbildung von Hochschulabsolventen.